# 国家登山健身步道
在中国大陸，国家登山健身步道系统是指一个区域内所有登山步道的连接及其附属区域、设施的总合。其标准由中国登山协会制定、由国家体育总局批准颁布并向全国推广；国家登山健身步道则是以登山为基本方式，在山地上修建的、以健身为目的的步道。距離而言，多屬長距離遠足徑。

## 国家登山健身步道列表
- 重庆
  - 白市驿国家登山健身步道
- 河北
  - 下花园国家登山健身步道 （经过地区标识系统采用名称，亦称“石佛山国家登山健身步道”。）
- 山西
  - 神池国家登山健身步道
  - 代县雁门长城国家登山健身步道
- 安徽
  - 黟县古黟栈道国家登山健身步道
- 内蒙古
  - 大青山国家登山健身步道
- 浙江
  - 宁海国家登山健身步道
  - 温州大罗山国家登山健身步道
  - 慈溪国家登山健身步道
- 湖北
  - 崇阳国家登山健身步道
- 广西
  - 乐业国家登山健身步道
- 新疆
  - 水墨天山国家登山健身步道